# Михайлівське газове родовище
Михайлівське газове родовище — належить до Руденківсько-Пролетарського нафтогазоносного району Східного нафтогазоносного регіону України.

## Опис
Розташоване в Полтавській та Дніпропетровській областях на відстані 20 км від смт Царичанка .
Знаходиться в центральній частині південної прибортової зони Дніпровсько-Донецької западини в межах Зачепилівсько-Левенцівського структурного валу.
Структура виявлена в 1950-1951 рр. і являє собою у відкладах верхнього візе брахіантикліналь субширотного простягання розмірами 4,8х2,8 м, амплітуда до 150 м. Підняття розмежоване діагональними скидами амплітудою 75-150 м на три блоки. Перший промисл. приплив газу отримано з відкладів верхнього візе з інт. 856—858 м у 1953 р.
Поклади пов'язані з пластовими, склепінчастими, тектонічно екранованими пастками. Колектори — пісковики. Режим покладів газовий. Запаси початкові видобувні категорій А+В+С1: газу — 1033 млн. м³.